# Boadella i les Escaules
Boadella i les Escaules è un comune spagnolo di 215 abitanti situato nella comunità autonoma della Catalogna. Il nome attuale ha sostituito nel 2004 la denominazione Boadella d'Empordà.